# Руки к небесам
«Руки к небесам» (укр. Руки до небес) — сингл українського співака, контртенора Alex Luna, виданий 26 червня 2008 року лейблом TUARON. 

## Опис
Автори слів та музики Alex Luna та Anton Sova. Фортепіанну партію сингла «Руки к небесам» виконав український піаніст Павло Ігнатьєв. Пісня отримала неоднозначні відгуки критиків, але досягла божевільного успіху. Унікальність композиції полягає у складності поєднати особливий голос співака із сучасною поп-культурою та надати інтерес і особливе забарвлення згідно з тенденціями поп-музики.

## Музичний кліп
Кліп на пісню був знятий режисером Олексієм Федосовим у червні 2008 року. Головним бажанням під час підготовки до зйомок, було відобразити кадри із життя закоханої пари на природі. Зйомки кліпу мали більш ніж екстремальний характер. Не кожна машина могла заїхати на затоплені дощем схили. Але зусилля того варті: з урвища відкривався неймовірно гарний краєвид на море. На краю урвища режисер Олексій Федосов та оператор Юрій Король сфотографували як герої кліпу освідчуються один одному в коханні. Були й інтимні сцени на знімальному майданчику. Але при цьому кожен дотик був чуттєвим і прекрасним. Пара лежала на краю урвища, на холодній землі. Над ними вирував вітер і дощ, а за півгодини пішов перший сніг.